# Maître Galip
Pour plus de détails, voir Fiche technique et Distribution.
Maître Galip est un film français réalisé par Maurice Pialat, sorti en 1964.

## Synopsis
Un artisan turc, Maître Galip, évoque les difficultés de sa vie professionnelle et familiale à Istanbul.

## Fiche technique
- Titre : Maître Galip
- Réalisation : Maurice Pialat
- Scénario : Maurice Pialat
- Commentaire de Nazim Hikmet, dit par André Reybaz
- Société de production : Como-Films
- Photographie : Willy Kurant
- Pays de production : France
- Format : Noir et blanc - Mono - 35 mm
- Durée : 11 min
- Date de sortie : France : 1964
- Visa : 29446 (délivré le 27 novembre 1964)